# 兵庫県道531号茅野福岡線
兵庫県道531号茅野福岡線（ひょうごけんどう531ごう かやのふくおかせん）は、兵庫県美方郡香美町を通る一般県道である。

## 概要
美方郡香美町小代区茅野から美方郡香美町村岡区福岡に至る。

### 路線データ
- 起点：美方郡香美町小代区茅野（国道482号交点）
- 終点：美方郡香美町村岡区福岡（ハチ北口交差点、国道9号交点、兵庫県道269号福岡出合線起点）
- 総延長：11.028 km
- 通行不能区間：美方郡香美町小代区茅野 - 美方郡香美町村岡区大笹

## 地理

### 通過する自治体
- 美方郡香美町

### 交差する道路
| 交差する道路                    | 交差する場所 | 交差する場所          |
| ------------------------------- | ------------ | --------------------- |
| 国道482号                       | 小代区茅野   | 起点                  |
| 通行不能区間                    |              |                       |
| 国道9号 兵庫県道269号福岡出合線 | 村岡区福岡   | ハチ北口交差点 / 終点 |

### 沿線
- 矢田川
- ハチ北温泉
- 口大谷郵便局
- 香美町立兎塚小学校